# Jean Talouzian
Jean Talouzian, né en 1957, est un homme politique libanais du parti Forces libanaises.

## Biographie
Il est élu à la Chambre des députés lors des Élections législatives libanaises de 2018.